# اشپیتال آن در درائو
شهر اشپیتال آن در درائو (به آلمانی: Spittal an der Drau) در استان کرنتن با جمعیت ۱۵٬۷۶۹ نفر در کشور اتریش، میان منطقه لورنفلد و دره دراوا واقع شده‌است. اشپیتال در سال ۱۹۳۰ رسماً به عنوان شهر شناخته شد.

## تاریخچه
بر اساس سندی به قلم اسقف اعظم زالتسبورگ، آدالبرت، مورخ ۱۱ آوریل ۱۱۹۱، کنت اوتو فون اورتنبورگ دوم و برادرش، دستیار اسقف هرمان فون اورتنبورگ، در سال ۱۱۹۱ بر ساحل رودخانه لیزِر، در نزدیکی جایی که اکنون کلیسا قرار دارد، استراحتگاهی با یک نمازخانه کوچک بنا کردند. این مکان را از آن جهت اشپیتال (استراحتگاه، آسایشگاه) می‌خواندند که پذیرای زائرانی بود که از گذرگاه کوهستانی کاچبرگ و کوه‌های راد اِشتتر تویِرن واقع در بخش مرکزی آلپ شرقی می‌گذشتند و به سمت جنوب می‌رفتند. این بنا، در سمت راست کرانه رود لیزر، و در پناه یکی از برج و باروهای خاندان اورتنبورگ، و احتمالاً در محل کنونی قلعه، قرار داشت.
در سال ۱۲۴۲، این منطقه که در دهانه رود مول و در مسیر رود لیزر واقع بود، به لطف موقعیت مکانی مطلوب، زیبایی و حق قایقرانی در رودخانه ارزش فراوانی در بازار پیدا کرد. طبق اسناد موجود، در سال ۱۳۲۴، اشپیتال در تملک یک قاضی قرار گرفت و در سال ۱۴۰۳، میزبان یک بازار هفتگی و چهار بازار مکارهٔ سالانه بود که طی چند روز متوالی برگزار می‌شد. در سال ۱۴۰۸، حق انجصاری قایقرانی بر رود درائو و حمل و نقل آهن از معدن آهن کرنتن در نزدیکی گِموند به اشپیتال تعلق گرفت. اهالی گموند ناچار بودند برای حمل آهن از اشپیتالی‌ها مجوز بگیرند. پس از انقراض خاندان اورتنبورگ در سال ۱۴۱۸، اداره اشپیتال به دست دودمان هابسبورگ افتاد.  فردریش سوم توانست در رقابت با اشراف گورتس که آن‌ها نیز مدعی بودند، زمام منطقه را به دست بگیرد. در سال ۱۴۵۷، اشپیتال حق انتخاب قاضی و شورا را به دست آورد.
در سال ۱۴۷۸، منطقه کرنتن به دلیل حمله ترک‌ها از رونق افتاد. در دهه‌های بعدی، با پایان یافتن دشمنی‌ها، شورش دهقانان و جنگ با رومانی به فرماندهی ماتیاس کوروینوس، که به مدت یک سال تمام منطقه را در اختیار داشت، فراوانی و کامیابی نیز از منطقه رخت بر بست. در سال ۱۵۲۲ بازار کرنتن به کلی نابود شد. پس از آن، استراحتگاه بار دیگر در ساحل شرقی رود لیزر، بنا شد جایی که اکنون محل استقرار دانشگاه علوم کاربردی کرنتن است.
در سال ۱۵۲۴، اداره املاک خاندان اورتنبورگ به گابریل فون سالامانکا، یک اسپانیایی که مورد علاقه و توجه  فردیناند یکم بود، رسید. او در سال ۱۵۳۳، قلعه پورچیا را به سبک رنسانس بنا کرد. فرزندان او نام خود را از نام شهرستان اورتنبورگر گرفتند. ساکنان این منطقه عمدتاً پروتستان بودند، از این رو، در جریان نهضت ضد اصلاح کلیسای کاتولیک در سال ۱۶۰۰، هیأتی مسلح به رهبری فرماندار یوهان فون اورتنبورگ، تلاش کرد با تهدید به تبعید و سلب مالکیت، مردم منطقه را به کلیسای کاتولیک بازگرداند. در سال ۱۶۶۲، پورچیا و قلعه‌هایش به دست شاهزادگان فرانسوی‌الاصل افتاد. در قرن هجدهم، دوره دوم رونق اقتصادی به دلیل ظهور صنعت آهن و داد و ستدهای مربوط به آن آغاز شد. این دوره طلایی در سال ۱۷۹۷ با آغاز جنگ‌های فرانسه به پایان رسید. در سال ۱۸۰۹ بار دیگر اشپیتال در یک قدمی نبرد با ارتش ناپلئون قرار گرفت. تمامی بخش شمالی کرنتن و تیرول شرقی طبق معاهده شونبورن به فرانسه تعلق گرفت و اشپیتال به استان فرانسوی ایلیریا ملحق شد. اما این وضعیت با پایان یافتن جنگ‌های ناپلئون در سال ۱۸۱۴ پایان یافت. سال ۱۸۲۹ بار دیگر رکود اقتصادی منطقه را فرا گرفت. در سال ۱۸۷۱، این منطقه به شبکه راه‌آهن جنوب متصل شد.
پس از شکل‌گیری جوامع در امپراتوری اطریش در سال ۱۸۴۹/۵۰، اقتصاد اشپیتال با الحاق شش منطقه شهری مجاور، یعنی بالدارمزدورف، مولتزبیخل، لندورف، لیزرهوفن، اِدلینگ و آملاخ، به یکدیگر و تشکیل یک جامعه بزرگ دچار آشفتگی شد، اگرچه مناطق الحاقی در سال ۱۸۸۶/۸۷ دوباره از یکدیگر جدا شدند و به اندازه و ابعاد قبلی خود بازگشتند. از آن زمان، تنها سنت پیتر و ادلینگ (در سال ۱۹۶۴) و مولتزبیخل (در سال ۱۹۷۳) بار دیگر به یکدیگر پیوستند و در سال ۱۹۷۳ مناطق میل‌اشتات و فرندورف به هم ملحق شدند و که طی این تغییرات، سهمی از ساحل جنوبی دریاچه میل‌اشتات به اشپیتال تعلق گرفت.
در پاییز ۱۹۱۹، در زمان شورش کرنتنی‌ها، قلعه پورچیا مدتی در تملک دولت کرنتن قرار داشت. به یادبود این رخداد و به مناسب دهمین سالگرد همه‌پرسی کرنتن، در سال ۱۹۳۰ اشپیتال به عنوان شهر شناخته شد.
در دوره ناسیونال سوسیالیسم، اشپیتال در کنار ولفسبرگ و گذرگاه کوهستانی لویبل تنها مناطق کرنتن بودند که در آن‌ها اردوگاه کار وجود داشت. دو قبرستان روس‌ها، یادآور آن زمان است. در سال ۱۹۴۴، منطقه بمباران شد. هنوز حفره‌های ناشی از برخورد موشک‌هایی که به هدف اصابت نکردند در جنگل نزدیک اشپیتال باقیست.
پس از جنگ دوم جهانی، شهر به اشغال انگلیسی‌ها در آمد و از حوزه نظارت گراتس خارج شد.

## افراد برجسته
- گوستاو ویندورفر (۱۹۳۲–۱۸۴۷)، گیاه‌شناس
- مکس بیر (۱۹۷۹–۱۹۰۳)، جانورشناس
- توماس مورگنسترن (تاکنون-۱۹۸۶) اسکی باز

## حمل و نقل
این شهر دارای یک ایستگاه راه‌آهن در خط فیلاخ به زالتسبورگ است.

## شهرهای دوقلو
- لونه، آلمان
- پوردنونه، ایتالیا
- پورچیا، ایتالیا